# إد ستوكس
إد ستوكس (بالإنجليزية: Ed Stokes)‏ مواليد 3 سبتمبر 1971 في سيراكيوز، هو لاعب كرة سلة أمريكي معتزل. بدأ مسيرته الاحترافية في سنة 1993. تم اختياره من قبل فريق ميامي هيت خلال الدرافت. حمل الرقم 41. يبلغ طوله 7 قدم 0 بوصة (2.1 م). اعتزل اللعب في 2002.

## المسيرة الاحترافية
لعب مع نادي بانيونيس لكرة السلة في موسم 1993–1994، ثم لعب مع أولمبيا ميلانو في الدوري الإيطالي في سنة 1994، ثم لعب مع نادي أريس لكرة السلة في موسم 1995–1996، ثم لعب مع فيرتوس روما في الدوري الإيطالي في موسم 1996–1997، ثم لعب مع تورونتو رابتورز في سنة 1997.

## روابط خارجية
- إد ستوكس على موقع الاتحاد الدولي لكرة السلة (الإنجليزية)
- إد ستوكس على موقع إن بي أي (الإنجليزية)
- إد ستوكس على موقع سبورتس رفرنس (الإنجليزية)
- إد ستوكس على موقع كرة السلة الأوروبية.كوم (الإنجليزية)
- إد ستوكس على موقع كلية كرة السلة في سبورتس رفرنس.كوم (الإنجليزية)
- إد ستوكس على موقع ريلجم (الإنجليزية)
- إد ستوكس على موقع بروبوليرز (الإنجليزية)